# Pierre-Fleurus Touéry
Pour les autres membres de la famille, voir Famille Thouéry.
Pierre-Fleurus Touéry ou Thouéry, né à Solomiac (Gers) le 9 mai 1802 et mort dans cette même commune le 20 septembre 1883, est un scientifique français dont les travaux sur les vertus du charbon animal font référence dans l'histoire de la pharmacie moderne.

## Biographie
Origines
Né en 1802 dans un village du Gers, Solomiac, il est issu d’une ancienne famille de notables du Rouergue, établie pour partie en Lomagne au début du XVIIIe siècle. Son père, Pierre Thouéry, favorable aux idées nouvelles à la différence d’autres personnalités de cette famille, est devenu maire de Solomiac pendant la Révolution et également Agent National sous la Terreur. La victoire de Fleurus inspire le prénom du futur savant, qui est aussi, du côté paternel, un lointain parent du baron Portal, fondateur de l’Académie de médecine.
Un homme talentueux et apprécié
Très tôt attiré par les sciences, une vocation qu’il doit peut-être à son grand-père maternel, maître chirurgien, le jeune Pierre-Fleurus bénéficie d’une éducation soignée et, après de bonnes études de latinité, entre à l’École spéciale de pharmacie de Montpellier dont il sortira en 1827. Il y rencontre en 1826 le professeur Balard, un des plus grands chimistes de son temps, qui décèle déjà ses admirables facultés, et le choisit comme préparateur. Cependant, Touéry, au grand regret de son mentor, ne pourra le suivre à Paris : le souci de sa famille, et en particulier de ses frères et sœurs plus jeunes, le retiendra en Lomagne. Il retourna donc dans son  village natal où il ouvrit une officine en mai 1829.
Ses qualités personnelles lui valurent rapidement une considération unanime dans la région, tant ses efforts pour promouvoir l’hygiène et les bienfaits des progrès de la médecine forcèrent l’admiration. Lors des épidémies de fièvre qui ravageaient le Sud-Ouest, il s’employa à répandre l’usage de la quinine et, plus tard, les esprits de ses contemporains furent frappés par le succès de son fameux antidote. Il était en effet fréquent de le voir parcourir le pays pour confectionner ses herbiers, accompagné de quelques chiens qu’il empoisonnait mortellement et guérissait aussitôt devant les regards étonnés des curieux. Personnage influent, véritable oracle comme le dira plus tard son petit-fils le professeur Sécheyron, ses concitoyens se tournèrent naturellement vers lui dans les périodes les plus troublées, et c’est ainsi qu’il fut maire de Solomiac de 1830 à 1846, puis de 1870 à 1873. Profondément modeste, il refusa toute carrière politique et les honneurs qui s’offraient à lui, ne voulant se consacrer qu’à ses travaux et à sa famille.
Contributions scientifiques
Ses recherches, conservées principalement à l’Académie de Médecine et à la Société de Pharmacie de Paris, portent sur deux domaines distincts : la chimie pure et la pharmacie pratique. Les premiers de ces travaux présentent un intérêt en matière d’extraction du principe actif des plantes, tandis que les seconds, qui sont l’œuvre magistrale de Touéry, apportent à la pharmacie des connaissances sans précédent sur les propriétés du charbon animal.
Dans le courant des années 1828 et 1829, Touéry utilisa le noir animal pour défaire de leur principe amer un certain nombre de végétaux, et parvint notamment à extraire une substance dérivée de l’absinthe qu’il nommera arthémisine, retrouvée ensuite dans la production de la plus célèbre liqueur du XIXe siècle. À cette même période, il adresse à la Société de Pharmacie de Paris un mémoire dans lequel il signale avoir isolé une molécule du lait, qu’il baptise « albumine » : Touéry a en réalité identifié la caséine, qui constitue la majeure partie des composants azotés de ce liquide. En 1845, il revendiquera la paternité de sa découverte face au Suédois Berzelius, et aux Allemands Muller et Rochleder, dont un des compatriotes, Liebig, en fit une grande exploitation industrielle pour la fabrication du petit-lait. Convaincu du pouvoir absorbant du charbon animal, qui lui a permis de révéler plusieurs substances inconnues de ses prédécesseurs, il se mit en quête des applications pratiques de ses propriétés, et eut rapidement l’intuition que le charbon pouvait neutraliser les éléments nocifs du poison. 

Dans une lettre à l’Académie du 2 août 1831, il expose succinctement son raisonnement, qu’il assure avoir vérifié en empoisonnant d’abord un chien puis lui-même avec une décoction très toxique de noix vomique. Intéressé par ses travaux, Jean-Sébastien-Eugène Julia de Fontenelle lui proposa en 1833 une collaboration sur ce sujet en vue de présenter le prix de l’Académie ; mais son correspondant meurt en 1842, avant toute publication. Vers 1851, Touéry intensifia ses travaux et mena pas moins de 56 expériences, fondées sur la neutralisation de la cantharidine et de la strychnine, qu’il communiqua à l’Académie. Bouchardat et Deschamps n’en firent qu’un rapport sommaire, et Orfila, pourtant considéré comme un pionnier de la toxicologie, se détourna des recherches de Touéry. Lassé par ce peu de reconnaissance, il mit un terme à ses rapports avec l’Académie, mais continua d’appliquer ses découvertes dans sa région, en sauvant les malades intoxiqués qui venaient le quérir.
Fin de vie et postérité
Vers 1872, il céda son officine et mena quelques recherches historiques sur la Lomagne. Peu de temps avant sa mort, survenue en septembre 1883, il faisait encore part de sa déception face à la position de l’Académie de Médecine : « Ma conviction s’affirme qu’un jour on appréciera toute la valeur de ma découverte ; mes écrits restent et témoignent contre mes rapporteurs. Que Dieu leur fasse paix pour m’avoir découragé ! Justice me sera rendue. »

L’hommage posthume des Gersois fut à la hauteur des qualités du savant, et sur une plaque, que l’on peut voir à sa maison de Solomiac à proximité de la rue Touéry, est inscrit cet éloge : « Doué des plus hautes vertus et savant aussi illustre que modeste, il prouva que le charbon est l'antidote universel. Ses travaux et ses découvertes en font un bienfaiteur de l'humanité. »
En revanche, la consécration tant attendue de ses découvertes par la science fut bien tardive, puisqu’il fallut attendre 1984, pour que la très officielle American Medical Association atteste de la valeur des expériences de Touéry et de celles du chimiste Bertrand, qui était en partie arrivé à des résultats similaires en 1813. Aujourd’hui, le charbon est devenu l’un des agents de décontamination les plus utilisés dans l’industrie et les hôpitaux, pour le plus grand souvenir de Pierre-Fleurus Touéry.